# Тея (митология)
 Тази статия е за титанидата.  За готския владетел вижте Тея.  
Тея (Theia; на старогръцки: Θεία; Theía или Théa Θέα; Théa или Éthra Αἴθρα; Aíthra) в древногръцката митология е титанида от първо поколение. Съпруга и сестра на Хиперион, техните деца са: Слънцето-Хелиос, Луната-Селена и румената Зора- розовопръстата Еос (Аврора).
Тя е дъщеря на Гея и Уран и така принадлежи към 12 титани.